# サイドアーム (ミサイル)
AGM-122 サイドアーム（Sidearm）は、アメリカ海兵隊が運用していた対レーダーミサイル。短距離空対空ミサイルのサイドワインダーをベースとしてシーカーと信管を変更する改造を行った小型のミサイルである。

## 概要
サイドワインダーには、もっとも広く用いられた赤外線ホーミング誘導以外にもセミアクティブ・レーダー・ホーミング誘導のAIM-9Cが1963年に開発されている。このAIM-9Cは、アメリカ海軍のF-8など向けに開発されていた。このミサイルのストックは保管されたままとなっていたが、1980年代に入り、これを小型の対レーダーミサイルに改造することがモトローラ社から提案された。これは、AIM-9Cのシーカーをより広範囲の周波数に対応したものに換装し、信管も変更するものであった。試射は1981年から開始された。この改造の量産計画（AGM-122A）は1984年から開始され、1990年にかけて約700発が改造された。
全くの新造であるAGM-122Bも提案されたが、採用はされなかった。アメリカ海兵隊の航空機やヘリコプターで運用されていたが、ミサイルの射耗とともに運用は終了した。高性能ではなかったものの、コストパフォーマンスに優れた兵器として評価された。